# لودويغ ليو
لودويغ ليو (بالألمانية: Ludwig Leo)‏ (و. 1924 – 2012 م) هو مهندس معماري، وأستاذ جامعي ألماني، ولد في روستوك، توفي في برلين، عن عمر يناهز 88 عاماً.

## جوائز
حصل على جوائز منها:

جائزة برلين للفنون ‏ (1969)